# 深圳长城开发科技
深圳長城開發科技股份有限公司，簡稱長城開發（英語：Kaifa，深交所：000021），成立于1985年，該公司為長城科技股份有限公司旗下公司。

## 简介
在1994年於深圳證券交易所主板上市。主要業務生產及銷售硬盘磁头、计量系统、支付终端产品、数字家庭产品及LED的研发生产，以及电子产品的先进制造等，地區則有深圳、苏州、东莞、惠州、新加坡、美国、澳大利亚、香港等，總部位於中国深圳福田区彩田路7006号。

## 业务
主要業務生產及銷售硬盘磁头、计量系统、支付终端产品、数字家庭产品及LED的研发生产，以及电子产品的先进制造等
- 硬盘磁头

主要为希捷硬盘日立两大厂商组装硬盘磁头。
- 手机

目前只为三星代工组装手机。原先厂房在福田总部，从2013年6月开始陆续搬迁到惠州。原厂房现在用来为中兴生产无线网卡。
- 无线网卡

为中兴代工组装无线网卡。